# Канютілло (Техас)
Канютілло (англ. Canutillo) — переписна місцевість (CDP) в США, в окрузі Ель-Пасо штату Техас. Населення — 6212 особи (2020).

## Географія
Канютілло розташоване за координатами 31°55′7″ пн. ш. 106°36′3″ зх. д. / 31.91861° пн. ш. 106.60083° зх. д. (31.918637, -106.600861).  За даними Бюро перепису населення США в 2010 році переписна місцевість мала площу 7,51 км², з яких 7,09 км² — суходіл та 0,42 км² — водойми.

## Демографія
Згідно з переписом 2010 року, у переписній місцевості мешкала 6321 особа в 1884 домогосподарствах у складі 1562 родин. Густота населення становила 842 особи/км².  Було 2071 помешкання (276/км²).
Расовий склад населення:
| - 94,7 % — білих - 1,1 % — чорних або афроамериканців - 0,4 % — азіатів - 0,2 % — корінних американців - 0,1 % — вихідців з тихоокеанських островів - 2,5 % — осіб інших рас |

До двох чи більше рас належало 1,0 %. Частка іспаномовних становила 90,8 % від усіх жителів.
За віковим діапазоном населення розподілялося таким чином: 33,3 % — особи молодші 18 років, 57,5 % — особи у віці 18—64 років, 9,2 % — особи у віці 65 років та старші. Медіана віку мешканця становила 29,8 року. На 100 осіб жіночої статі у переписній місцевості припадало 93,3 чоловіків;  на 100 жінок у віці від 18 років та старших — 90,1 чоловіків також старших 18 років.
Середній дохід на одне домашнє господарство  становив 44 457 доларів США (медіана — 31 971), а середній дохід на одну сім'ю — 51 902 долари (медіана — 39 432). Медіана доходів становила 24 679 доларів для чоловіків та 18 147 доларів для жінок. За межею бідності перебувало 31,4 % осіб, у тому числі 43,9 % дітей у віці до 18 років та 13,4 % осіб у віці 65 років та старших.
Цивільне працевлаштоване населення становило 2520 осіб. Основні галузі зайнятості: мистецтво, розваги та відпочинок — 20,4 %, роздрібна торгівля — 17,8 %, освіта, охорона здоров'я та соціальна допомога — 14,8 %.